# Laghi di Cancano

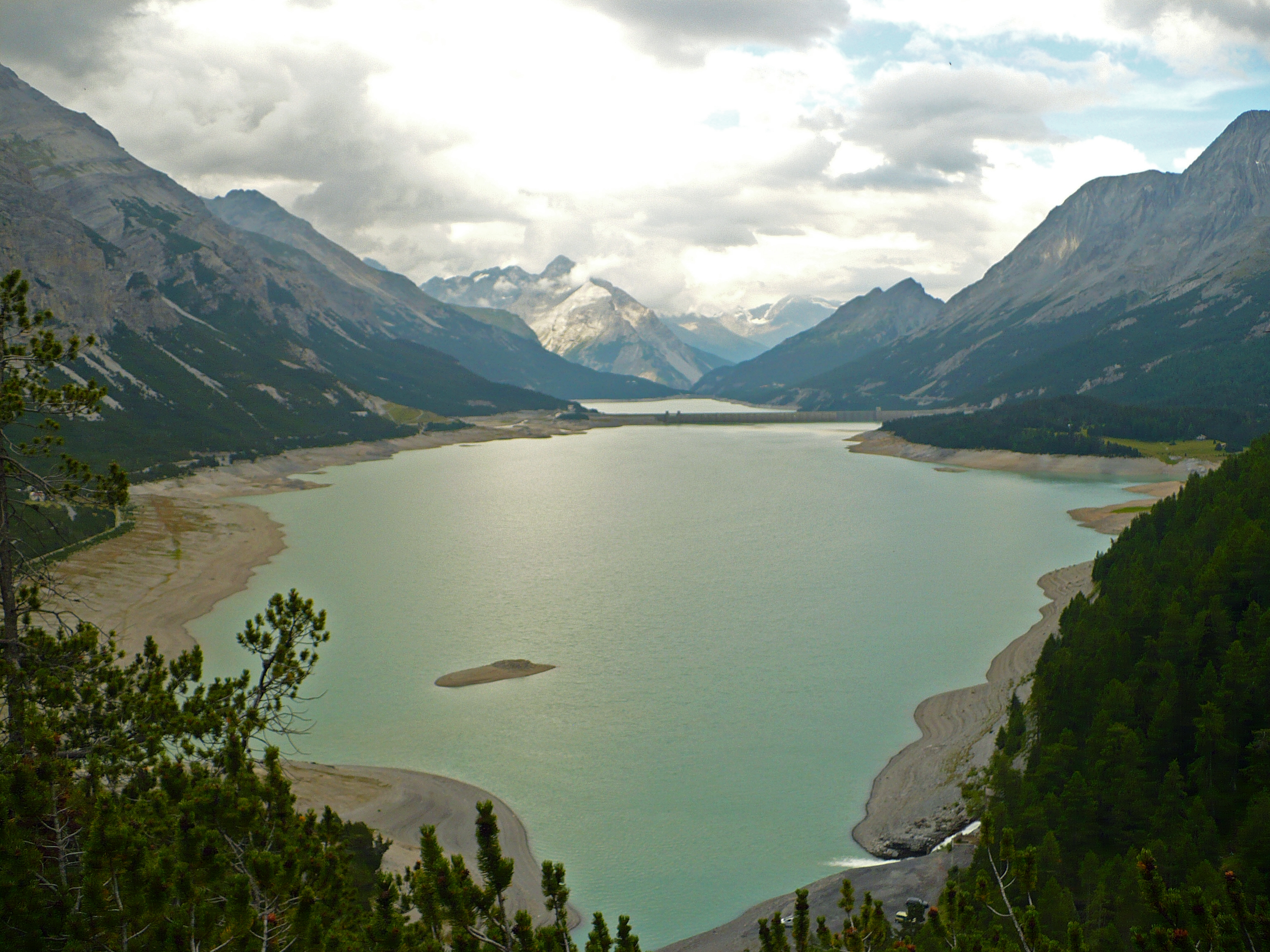
Op de voorgrond het Lago di San Giacomo, daarachter het Lago di Cancano II

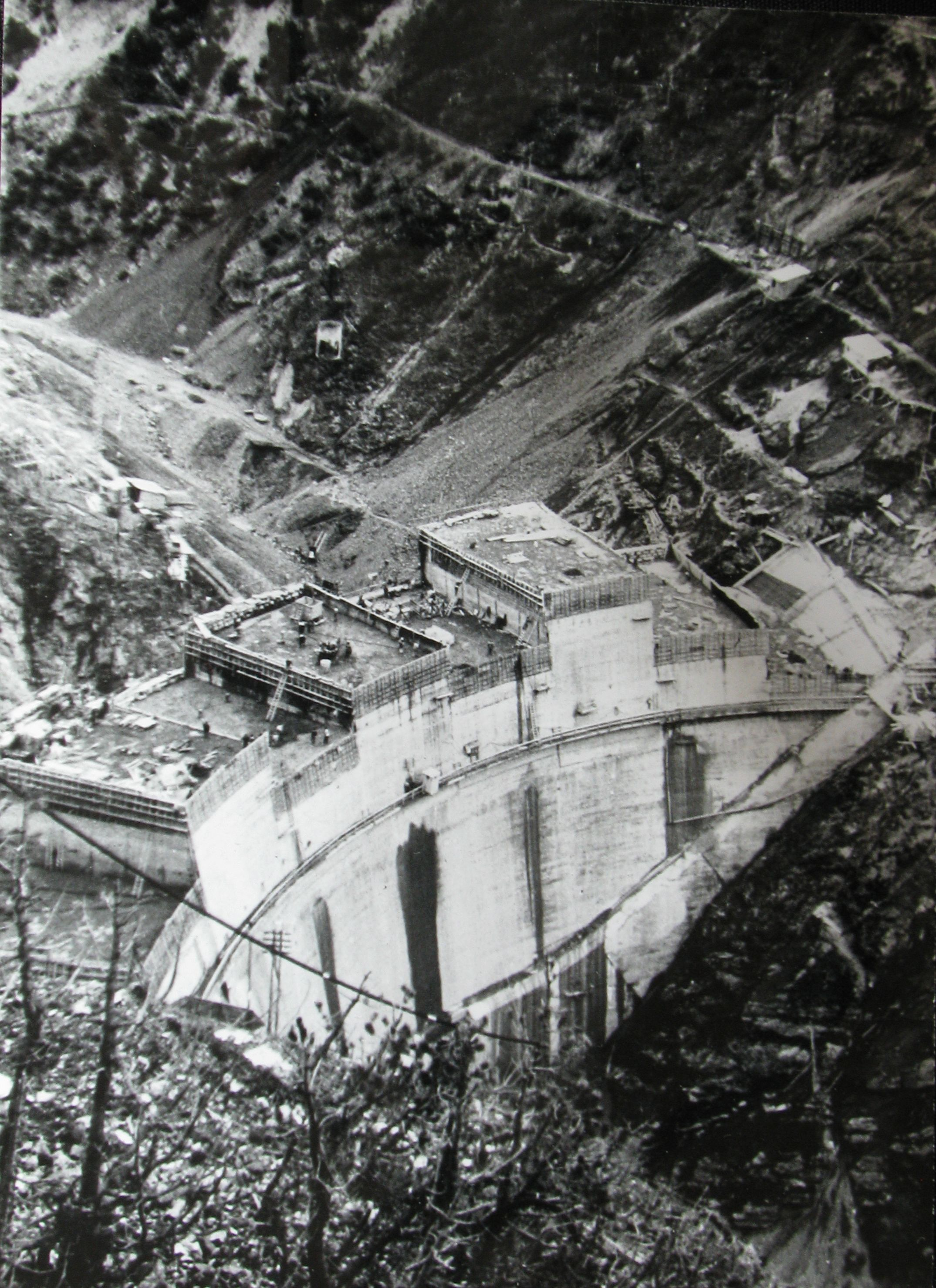
Bouw van de Cancano II-dam in 1955

De Laghi di Cancano zijn twee stuwmeren in de Alpen.
De meren liggen in de Italiaanse Valle di Fraele (ook wel Valle di Cancano genoemd), een kleine vallei ten noorden van de Alta Valtellina in de provincie Sondrio (regio Lombardije).
De twee waterbekkens worden gevoed door de rivier de Adda, die niet ver van de twee bassins op Monte Ferro ontspringt en door water afkomstig van het  Spöl-kanaal, het Gavia-Forni-Braulio-kanaal en het nieuwe Viola Bormina-kanaal. De totale capaciteit van de twee reservoirs is 187 miljoen kubieke meter water, waarmee de waterkrachtcentrale van Premadio wordt aangedreven. De twee bassins hebben, ondanks dat ze naast elkaar liggen, verschillende namen:
- Lago di San Giacomo (ook wel Lago di Cancano I): 0,064 km³
- Lago di Cancano II: 0,123 km³

De Cancano I-dam (of Fraele-dam) werd voltooid in 1933. Dit kleine reservoir bleek echter onvoldoende en werd vervangen door de nieuwe San Giacomo-dam, die verder stroomopwaarts werd gebouwd. Naar aanleiding van de groeiende vraag naar elektriciteit besloot het gemeentelijke elektriciteitsbedrijf van Milaan een nieuwe dam te bouwen. De bouw begon in 1953 en eindigde drie jaar later, waarbij de vallei op een hoogte van 1900 meter boven zeeniveau werd afgesloten door een boogdam. De overstroming van het bekken leidde tot het onder water komen te staan van de oude elektriciteitscentrale die werd gevoed door het water afkomstig van het San Giacomo-bekken en tot het onder water komen te staan van de oude Cancano I-dam. Deze twee bouwwerken zijn nog steeds zichtbaar wanneer het Cancano II-reservoir leeg is voor onderhoud.